# Vera Smith
Pour les articles homonymes, voir Smith.
Vera Virginia Smith, dite Vevi Smith, née le 21 mai 1932 et morte le 12 octobre 2012, est une patineuse artistique canadienne, double vice-championne du Canada en 1951 et 1952.

## Biographie

### Carrière sportive
Vera Smith est double vice-championne canadienne en 1951 et 1952, respectivement derrière Suzanne Morrow et Marlene Smith.
Elle représente son pays à deux championnats nord-américains (1951 à Calgary et 1953 à Cleveland), deux mondiaux (1952 à Paris et 1953 à Davos), et aux Jeux olympiques de 1952 à Oslo.

## Palmarès
| Compétitions                    | 1950 | 1951 | 1952 | 1953 | 1954 |  |  |  |  |  |  |  |  |  |  |  |
| Jeux olympiques d'hiver         |      |      | 13e  |      |      |  |  |  |  |  |  |  |  |  |  |  |
| Championnats du monde           |      |      | 10e  | 6e   |      |  |  |  |  |  |  |  |  |  |  |  |
| Championnats d'Amérique du Nord |      | 5e   |      | 4e   |      |  |  |  |  |  |  |  |  |  |  |  |
| Championnats du Canada          | 3e   | 2e   | 2e   |      | 3e   |  |  |  |  |  |  |  |  |  |  |  |
|                                 |      |      |      |      |      |  |  |  |  |  |  |  |  |  |  |  |